# Леопольдсхаген
Леопольдсхаген (нем. Leopoldshagen) — община в Германии, в земле Мекленбург-Передняя Померания.
Входит в состав района Иккер-Рандов. Подчиняется управлению Ам Штеттинер Хаф. Население составляет 764 человека (2009); в 2003 г. — 833. Занимает площадь 19,56 км².
| Год  | Население |
| ---- | --------- |
| 1991 | 896       |
| 1995 | 821       |
| 2000 | 829       |
| 2005 | 810       |
| 2010 | 758       |